# سحر أسود (مسلسل)
سحر أسود هو مسلسل درامي اجتماعي عراقي من تأليف الكاتب محمد خماس. بطولة حسن حسني، وإخراج مراد ترك. يقع المسلسل في ثلاثين حلقة وهو من إنتاج قناة دجلة الفضائية.

## لمحة عامة
المسلسل مستوحى من أحداث حقيقة حصلت في العراق، حول السحر والشعوذة في المجتمع، والشر الكامن في النفس البشرية والمعتقدات القديمة والمتوارثة وتأثرها على الفرد والمجتمع .يطرح المسلسل مجموعة من التساؤولات المتعلقة بثيما السحر -وتحديدا- السحر الأسود أو ما يعرف أيضا بالسحر السفلي، وهو فرع من فروع السحر الذي يستند على استحضار ما يسمى بالقوى الشريرة أو قوى الظلام التي يطلب مساعدتها عادة لإنزال الدمار أو إلحاق الأذى أو تحقيق مكاسب شخصية. بالإضافة إلى موضوع السحر الذي يشكل جوهر الصراع المركز للقصة، يتناول المسلسل مواضيع أخرى مثل الحب، التضحية، الصراع من أجل المال، والأساليب الالتوائية لتحقيق الأهداف.

## طاقم العمل
- المخرج: مراد ترك
- المؤلف: محمد خماس
- إشراف عام: حسـن الزيدي
- المنتج الفني: هالـة التوجي
- مهندس صوت: أحمـد الشـال
- تأليـف الموسيقي: كـرم سـالم
- الإدارة الفنية: محمد وحيد
- مدير تصوير: مصطفى مدحت

## الممثلون
- حسن حسني
- هند طالب
- زهور علاء
- مصطفى الربيعي
- رشا رعد
- علي جبار
- سيف حليم
- طلال هادي
- أسعد مشاي
- ناريمان الصالحي
- مريم كمال الدين

## الجوائز والترشيحات
| قائمة الجوائز والترشيحات | قائمة الجوائز والترشيحات | قائمة الجوائز والترشيحات | قائمة الجوائز والترشيحات | قائمة الجوائز والترشيحات | قائمة الجوائز والترشيحات |
| السنة                    | الجائزة                  | الفئة                    | المستلم                  | النتيجة                  | م.                       |
| ------------------------ | ------------------------ | ------------------------ | ------------------------ | ------------------------ | ------------------------ |
| 2025                     | جائزة الهلال الذهبي      | أفضل عمل                 | سحر أسود                 | فوز                      | [ 3 ]                    |
| 2025                     | جائزة الهلال الذهبي      | أفضل مخرج                | مراد ترك                 | فوز                      | [ 3 ]                    |
| 2025                     | جائزة الهلال الذهبي      | أفضل ممثلة مساعدة        | هند طالب                 | فوز                      | [ 3 ]                    |
| 2025                     | جائزة الهلال الذهبي      | أفضل إدارة تصوير         | سحر أسود                 | فوز                      | [ 3 ]                    |
| 2025                     | جائزة الهلال الذهبي      | أفضل إدارة فنية          | سحر أسود                 | فوز                      | [ 3 ]                    |

## روابط خارجية
- سحر أسود على موقع قاعدة بيانات الأفلام العربية
- سحر أسود على موقع قاعدة بيانات الفيلم (الإنجليزية)